# Xiaomi Redmi Note 11
Xiaomi Redmi Note 11 — обновлённый смартфон компании Xiaomi, имеющий четыре модификации: Redmi Note 11 Pro 5G, Redmi Note 11 Pro, Redmi Note 11S и Redmi Note 11. (Также на китайском рынке были представлены версии Redmi Note 11E, Redmi Note 11 4G, Redmi Note 11T Pro, Redmi Note 11T Pro+,
Redmi Note 11SE, Xiaomi 11i i, индийском—Redmi Note 11T 5G, Redmi Note 11SE, Redmi Note 11T, Xiaomi 11i HyperCharge.) Официальная дата выхода Redmi Note 11 серии в России 11 марта 2022 года.
В качестве главных продающих преимуществ Xiaomi выделяет следующее:
- AMOLED-экран 6,43 дюйма яркостью 700 нит и с частотой обновления 90 Гц
- Батарея 5000 мАч и быстрая зарядка 33 Вт
- Основной фотомодуль на 50 МП
- Дизайн с матовой задней крышкой
- Чипсет Snapdragon 680 (техпроцесс 6 нм)
- Два динамика
- NFC, ИК-порт, слот для microSD[1]

## Экран
Смартфон Redmi Note 11 оснащен AMOLED-дисплеем 90 Гц, с диагональю 6,43 дюйма и разрешением 2400×1080 прикрытым плоским стеклом Gorilla Glass 3 без загнутых краев. Режим высокой яркости 700 нит, пиковая яркость 1000 нит. Соотношение сторон—20:9, плотность точек— 409 ppi.

## Защита
Смартфон получил степь защиты IP53, это значит что у смартфона есть пылевлагозащита. Частицы пыли могут проникнуть в устройство, но не навредят ему. Гаджет защищён от капель конденсата падающих под углом до 60 градусов, погружать в воду его нельзя.

## Камеры
Смартфон получил 5 камер.
- Основная на 50 Мп. В качестве сенсора выступает 50 Мп-модуль Samsung ISOCELL S5KJN1 (f/1.8), оснащенный двойным фазовым автофокусом (Double Super-PD).
- Широкоугольная 8 Мп. В качестве сенсора выступает Galaxycore GC08A3 (f/2.2, 118 град).
- Датчик Глубины 2 Мп. В качестве сенсора выступает OmniVision OV02B1.
- Макро 2 Мп. В качестве сенсора выступает Galaxycore GC02M1.
- Фронтальная 13 Мп. В качестве сенсора выступает Samsung ISOCELL S5K3L6.

Также имеется: портретный и панорамный режимы, доступна макросъемка и съемка в ручном режиме.

## Технические характеристики
- Процессор: Qualcomm Snapdragon 680 4G (6 нм), Octa-core (4×2.4 GHz Kryo 265 Gold & 4×1.9 GHz Kryo 265 Silver), графика Adreno 610
- Память: 4 ГБ+64 ГБ | 4 ГБ+128 ГБ, LPDDR4X + UFS2.2, комбинированный слот microSD до 1 ТБ
- Экран: 6.43 дюйма, AMOLED, 1080 x 2400 точек, плотность точек 409 ppi, яркость 700 нит, пиковая яркость 1000 нит, 90 Гц, Corning Gorilla Glass 3
- Аккумулятор: Li-Po 5000 мАч, быстрая зарядка 33 Вт, 100 % за 60 минут
- Камера основная: 50 МП, f/1.8, 26mm (широкоугольный), 1/2.76″, 0.64µm, PDAF 8 МП, f/2.2, 118˚ (ультраширокоугольный), 1/4″, 1.12µm 2 МП, f/2.4, (макро) 2 МП, f/2.4, (глубина) Запись видео Full HD 30 fps
- Камера фронтальная: 13 МП, f/2.4, (широкоугольный), 1/3.1″, 1.12µm
- SIM-карта: 2 Nano-SIM
- Сеть и передача данных: GSM 900/1800/1900, 3G, 4G LTE, Wi-Fi 802.11 a/b/g/n/ac, Bluetooth 5.0, A2DP, LE, NFC, ИК-порт, USB Type-C 2.0
- Геопозиционирование: A-GPS, GLONASS, BDS, GALILEO
- Датчики: сканер отпечатка пальца (сбоку), акселерометр, гироскоп, компас, освещения, виртуальный датчик приближения
- Прочее: есть разъём 3.5 мм, есть FM-радио, есть NFC, есть стереодинамики, защита IP53
- Размеры: 159.9 x 73,9 × 8.1 мм, вес 179 г